# Statue d'Alexandre II à Helsinki
La statue d'Alexandre II  (en finnois : Aleksanteri II:n patsas) est un mémorial érigé sur la place du Sénat dans le quartier de Kruununhaka à Helsinki en Finlande.

## Description
Le personnage principal de la statue représente le grand-duc de Finlande Alexandre II prononçant un discours devant Diète de Finlande qu'il a convoquée en 1863, dans l'uniforme d'officier de la garde finlandaise.
La statue comprend quatre groupes de sculptures allégoriques, chacun représentant quatre vertus différentes : la Loi (en latin : Lex), le Travail (en latin : Labor), la Paix (en latin : Pax) et la Lumière (en latin : Lux).
La partie la plus connue du monument est la sculpture Loi sur le piédestal, dont les figures ont ensuite été interprétées comme la jeune fille finlandaise et le lion finlandais.
Un peu plus tôt, une femme similaire vêtue d'un manteau en peau d'ours comme personnification de la Finlande se trouvait également sur le piédestal de la statue de Johan Ludvig Runeberg (1885) sculptée par Walter Runeberg et érigée dans le parc Esplanadi à Helsinki.
La statue protégeant la constitution placée sur le piédestal de la statue d'Alexandre II était une allégorie politiquement audacieuse qui irritait les fennomanes.
Deux répliques en plâtre de la taille originale ont ensuite été réalisées à partir de la statue, l'une placée dans l'escalier principal du palais des États et l'autre , d'abord dans les locaux des pompiers volontaires d'Helsinki, dans Maison Heimola puis dans l'hémicycle du Parlement de Finlande.
La statue se trouvait dans la hémicycle, derrière le podium des orateurs.
Elle devait également être transférée dans le nouveau bâtiment du Parlement, mais l'œuvre d'art de l'époque de la domination russe n'y était plus recherchée.
C'est pourquoi, en 1930, la sculpture de la Loi a été déplacée du Parlement vers la salle d'État du palais présidentiel, à l'emplacement du trône de l'ancien souverain, où elle se trouve encore aujourd'hui.
Pour la transporter, la tête de la jeune fille finlandaise a dû être coupée,
.

## Histoire

### Fête de l'empereur
La statue a été dévoilée le jour de l'anniversaire de l'empereur, le 29 avril 1894,.
Il avait déjà été confirmé dans les journaux quelques jours avant la révélation que la fête de l'empereur est 
« jour férié dans tout le pays. Toutes les chicanes sans valeur sont désormais rejetées ; en tant qu'un seul homme, la nation entière se tient debout pour rendre hommage à la mémoire du noble dirigeant ».
Le jour du dévoilement s'est transformé en une grande manifestation patriotique. Trois cents villes et municipalités rurales ont envoyé leurs représentants à la cérémonie d'inauguration avec des vœux floraux.
Il y avait 30 000 personnes à l'événement et la célébration a également été célébrée dans plusieurs autres villes.

### Accueil de la statue
Outre la cérémonie d'inauguration en 1894, la statue d'Alexandre II est également devenue le théâtre de nombreuses manifestations, au cours des années de Russification de la Finlande, qui ont commencé en 1899. Les habitants d'Helsinki ont protesté contre les efforts de russification de Nicolas II en faisant fleurir abondamment la statue du « bon tsar » Alexandre II ».
Alexandre II est devenu un empereur populaire grâce à des affiches, des cartes postales et des panneaux photographiques encadrés réalisés à partir d'images de la statue.
Après l’indépendance de la Finlande, les mouvements nationalistes ont tenté d’éradiquer à Helsinki les traces de l’èpoque russe.
Un nouvel article publié en Finlande à l'été 1918 exigeait le retrait de la statue du « conquérant russe hostile à notre pays » et demandait de le placer dans un musée.
Cependant, ces demandes n'ont abouti à aucun résultat.
Entre-deux-guerres, la statue d’Alexandre II était souvent décriée.
Urho Kekkonen, qui avait participé au goudronnage du buste d'Alexandre Ier à l'université d'Helsinki, écrivit en 1924 sous le titre « Souvenirs de la russification a l'université » :
« Dans ce contexte, il convient de penser que le fait que les journalistes néerlandais n'aient pas été amenés à fréquenter l'université a été une bénédiction pour la réputation de notre pays. Ils ont été très surpris qu'une statue de l'empereur russe Alexandre II ait été autorisée à se dresser sur la place du Gouvernement. Qu'auraient-ils dit s'ils avaient rencontré l'image d'un autre empereur ici et tous dans la salle de bal de l'université ? Ils n'auraient pas pu comprendre notre immense « piété » envers les souvenirs de l'ancien pouvoir oppressif. - Mais si vous allez parler du fait qu'il faut retirer la statue d'Alexandre II de la place, alors vous aurez les journaux de toute la capitale sur votre dos (les campagnes pourraient comprendre la demande, tout comme elles ont compris le goudronnage d'Alexandre Ier.). ».
En janvier 1931, le mouvement de Lapua menaça de retirer le monument dédié au grand-duc de l’ère russe.
La menace était liée aux efforts du mouvement de Lapua pour manipuler l’élection présidentielle en incitant au nationalisme, mais elle a suscité une résistance généralisée.
La presse a plaisanté en disant que, par souci de cohérence, l'image de Gustave III devrait être retirée de la cour d'appel de Vaasa, ainsi que la statue de Per Brahe, le château  de Turku et la cathédrale de Turku, en guise de rappel de la domination suédoise.
En 1935, il fut proposé que la statue d'Alexandre II soit retirée de la place du Sénat et remplacée par la statue d'Aleksis Kivi devant le bâtiment principal de l'université et par la statue de Carl Gustaf Emil Mannerheim du côté opposé devant le palais du Conseil d'État.
Pendant la guerre d'Hiver, la statue d'Alexandre II faisait partie du groupe des monuments les plys protégés.
Des groupes bruyants du syndicat étudiant ont exigé en 1942 que le monument à Alexandre II soit retiré de la place du Sénat et remplacé par une statue nationale de la liberté.
La statue vandalisée d'Alexandre Ier avait déjà été retirée de la salle de bal de l'université d'Helsinki, où elle a été remplacée par le relief en marbre de Wäinö Aaltonen, qui a ensuite été détruit lors d'un bombardement de 1944.

## Galerie

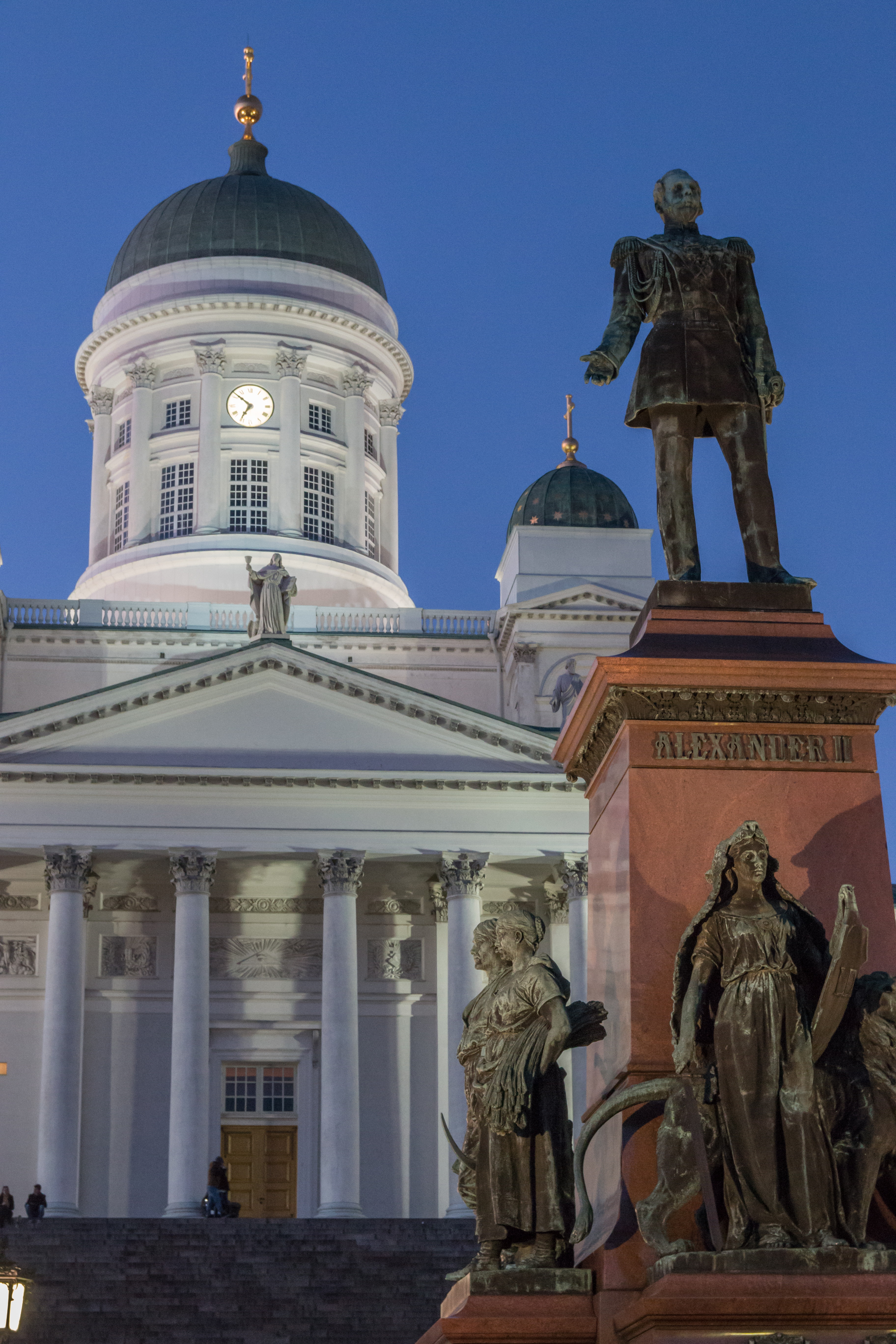
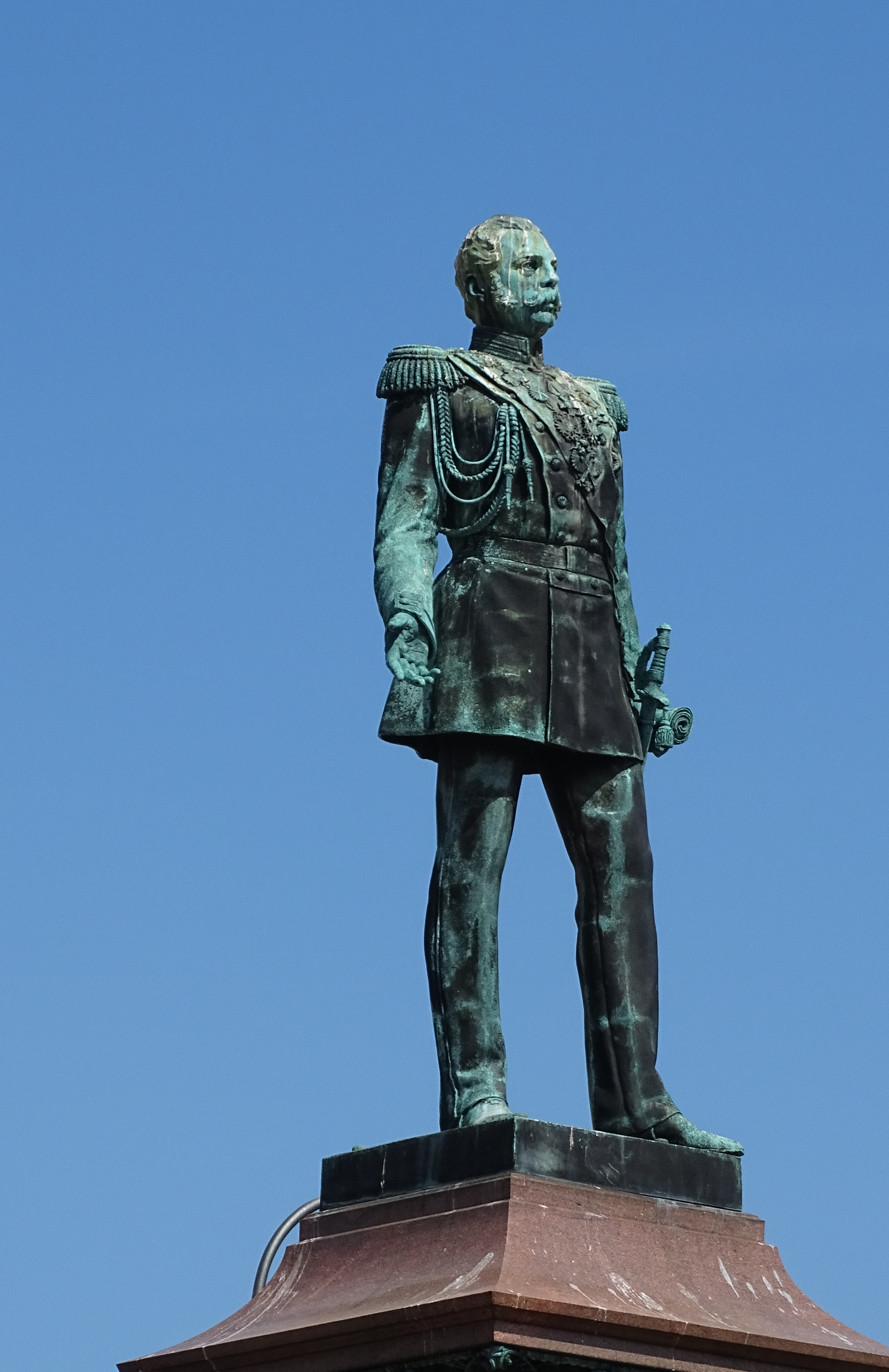
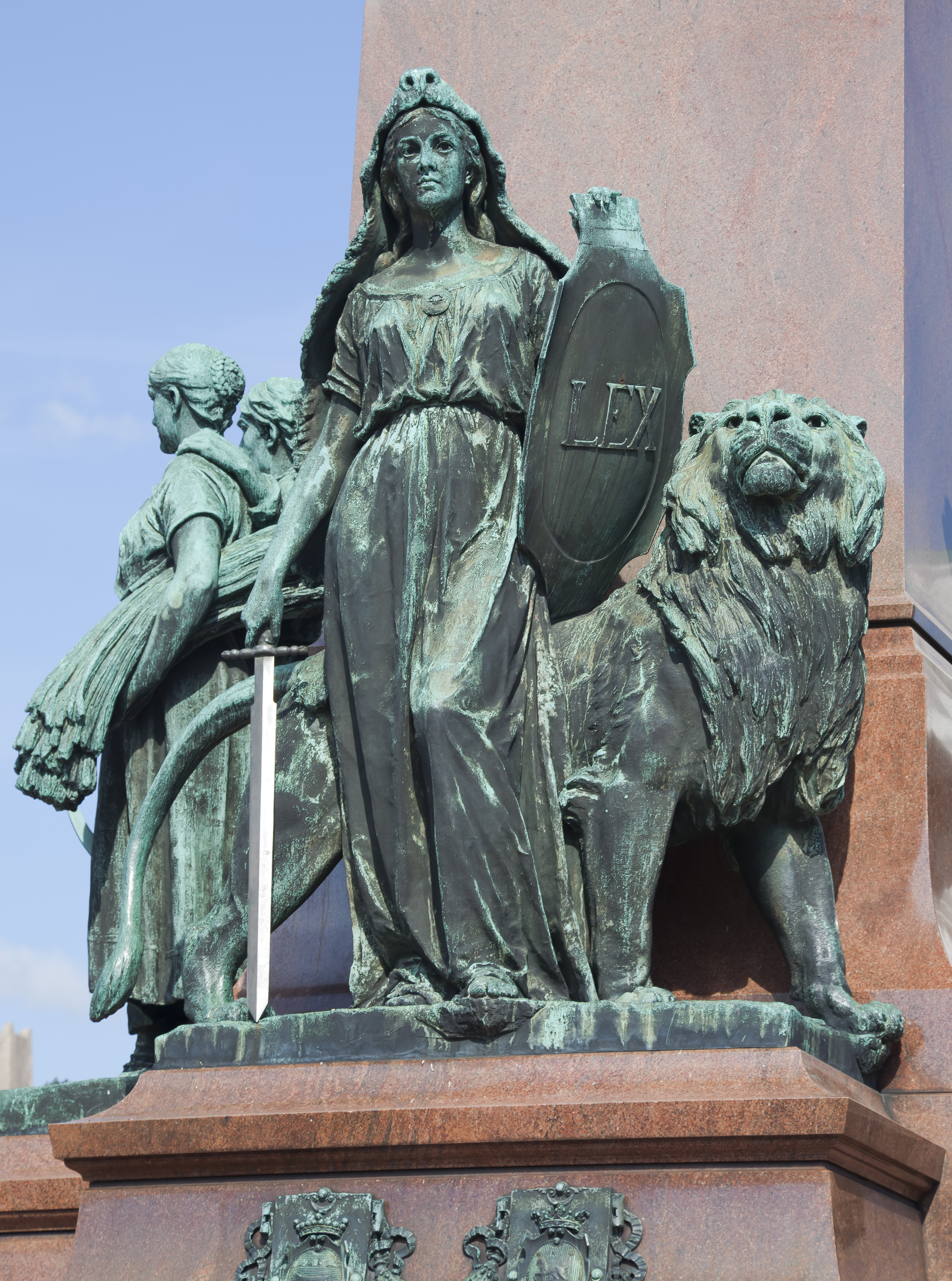
La jeune fille finlandaise et le lion de Finlande.
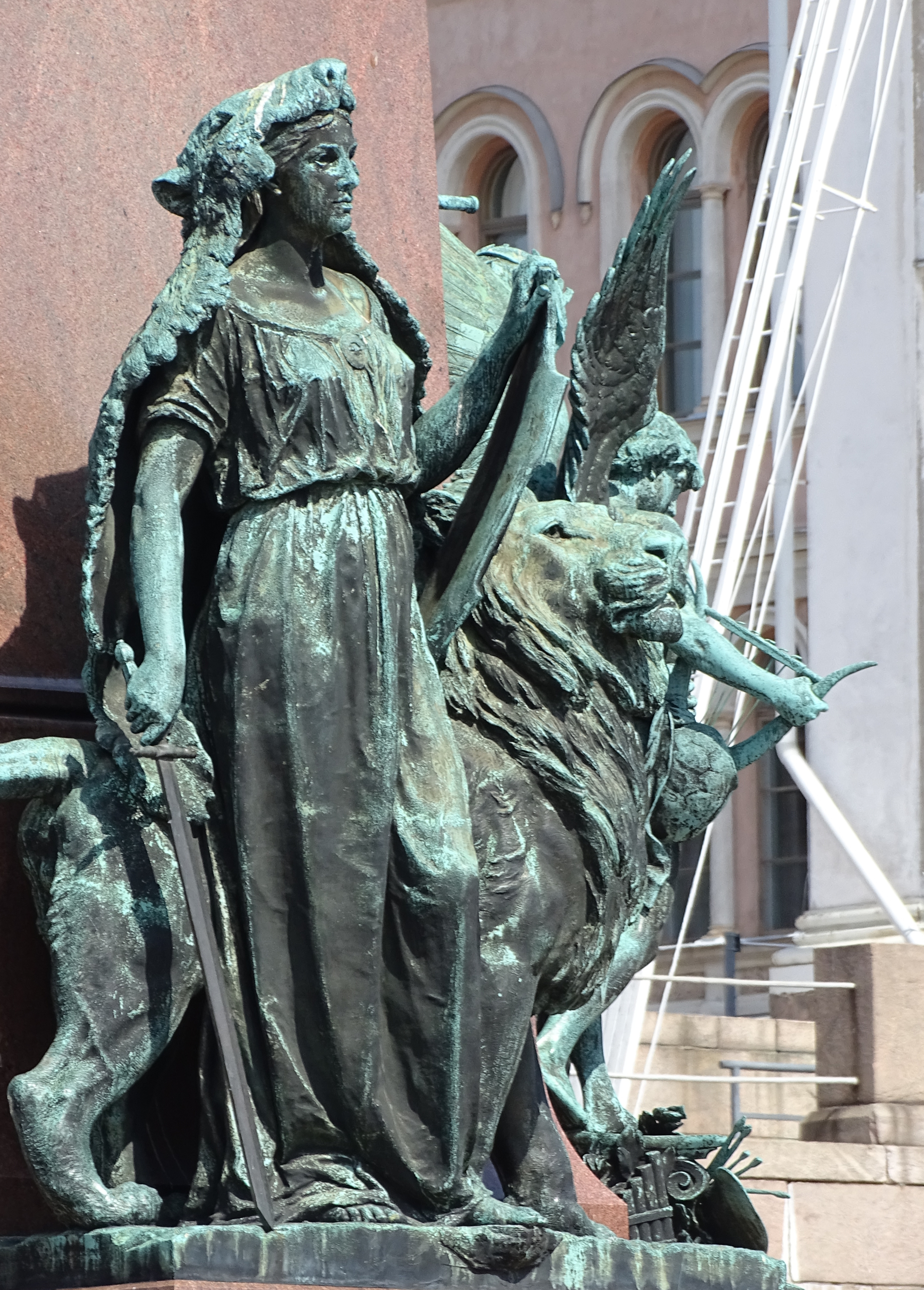
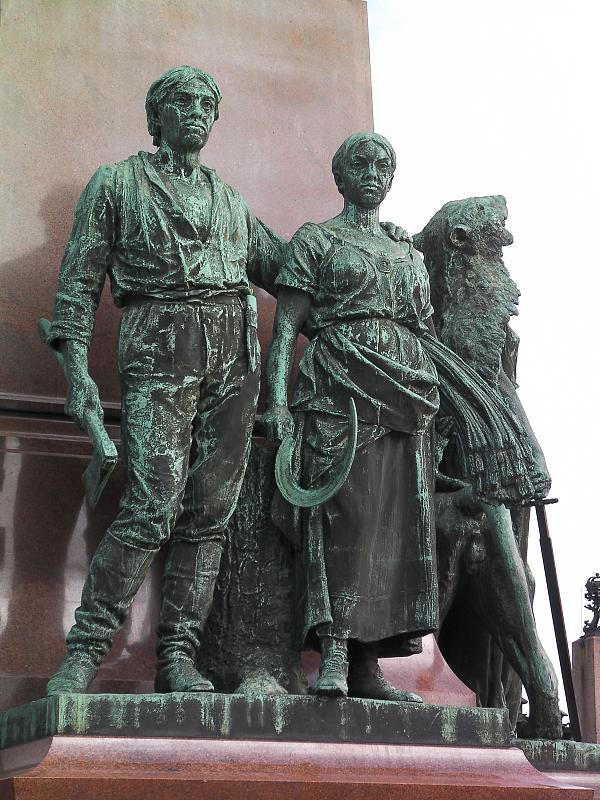
Fermiers finlandais.

### Articles  connexes
- Liste des statues et monuments mémoriaux d'Helsinki